# أفاتار (فلم 2009)
أفاتار (بالإنجليزية: Avatar) هو فلم خيال علمي ملحمي أمريكي صدر عام 2009، كتبه وأخرجه وشارك في إنتاجه وتحريره جيمس كاميرون. تم طرحه في قاعات السينما في الولايات المتحدة الأمريكية في 18 ديسمبر 2009.
وهو من أكثر الأفلام تكلفة من حيث الإنتاج حيث بلغت تكلفة الإنتاج ما لا يقل عن 230 مليون دولار. كما أنه حقق رقما قياسيا في مبيعات شباك التذاكر لدور السينما في الولايات المتحدة وكندا حيث حقق أرباحا تقدر بنحو 278 مليون دولار في أسبوع العرض الأول. وبعد 10 أسابيع من طرحه في دور العرض تجاوز الفلم حاجز مليارَي دولار  ليصبح حاليا أكثر الأفلام دخلا في تاريخ السينما متعديا بذلك فلم نفس المخرج جيمس كاميرون السابق "تايتانيك" الذي بقي لفترة ثلاثة عشر سنة متصدرا ترتيب الأفلام الأكثر دخلا. وانتظر فلم "تايتانيك" عشرة شهور لكي يحققها. فاز بجائزتين غولدن غلوب عن أفضل عمل درامي وأفضل مخرج، وقد ترشح لجوائز الأوسكار لعام 2009 والتي صدرت ترشيحاتها أوائل فبراير 2010.
تم تسويق الفلم باسم أفاتار جيمس كاميرون، فقد قام جيمس كاميرون بكتابة السيناريو، وإخراج الفلم وإنتاجه. كما ضم طاقم التمثيل سام ورذينجتن، زوي سالدانا، ستيفن لانج، ميشيل رودريغيز وسيغورني ويفر. تدور أحداث الفلم في منتصف القرن الثاني والعشرين عندما كان البشر يستعمرون باندورا، وهو قمر خصب صالح للسكن تابع لعملاق غازي في نظام النجوم ألفا سنتوري أو رجل القنطور، من أجل تعدين معدن ثمين جدا يدعى أونوبتينيوم، وهو موصل فائق بدرجة حرارة الغرفة. يهدد توسع مستعمرة التعدين استمرار وجود قبيلة محلية من نأفي وهم نوع بشري من السكان الأصليين لكوكب باندورا. يشير عنوان الفلم إلى جسم نأفي معدَّل وراثيًا يتم تشغيله من دماغ إنسان يتواجد في مكان بعيد ويُستخدم للتفاعل مع السكان الأصليين في باندورا.
بدأ تطوير أفاتار في عام 1994، عندما كتب كاميرون معالجة من 80 صفحة للفلم. كان من المفترض أن يتم تصوير الفلم في عام 1999 بعد إنتهاء كاميرون من إخراج فلم تيتانيك عام 1997، ولكن لم يتم ذلك لأن التكنولوجيا اللازمة لتصوير الفلم لم تكن متوفرة بعد، وفقا لما صرّحه كاميرون. بدأ العمل على لغة نأفي للكائنات التي تعيش خارج كوكب الأرض في عام 2005، وبدأ كاميرون في تطوير السيناريو والكون الخيالي في أوائل عام 2006. تم رسميًا تخصيص ميزانية بمبلغ 237 مليون دولار لتصوير فلم أفاتار. وتشير تقديرات أخرى إلى أن التكلفة تتراوح بين 280 مليون دولار و 310 مليون دولار للإنتاج و 150 مليون دولار للترويج للفلم. استخدم الفلم تقنيات لاقط الحركة الجديدة بشكل كبير، وتم إصدار الفلم بطرق عرض مختلفة: العرض التقليدي، والعرض ثلاثي الأبعاد (باستخدام آيماكس ثلاثي الأبعاد وعدة تنسيقات أخرى)، وتم إجراء عروض رباعية الأبعاد في مسارح مختارة بكوريا الجنوبية. تم وصف إنتاج الأفلام بتقنية التصوير ثلاثي الأبعاد بأنها قفزة نوعية في التكنولوجيا السينمائية.
تم عرض أفاتار لأول مرة في لندن في 10 ديسمبر 2009، وظل أفاتار الفلم الأكثر ربحًا في جميع أنحاء العالم لما يقارب عقدًا من الزمن قبل أن يتفوق عليه المنتقمون: نهاية اللعبة في عام 2019. حتى يومنا هذا، لا يزال أفاتار هو ثاني أعلى فلم ربحًا على الإطلاق بعد فلم ذهب مع الريح بإجمالي يفوق 3 مليارات دولار. كما أصبح الفلم الأول الذي حقق أكثر من 2 مليار دولار والفلم الأكثر مبيعًا لعام 2010 في الولايات المتحدة. تم ترشيح أفاتار لتسع جوائز أكاديمية، بما في ذلك جائزة أفضل صورة وجائزة أفضل مخرج  وفاز كذلك الفلم بثلاث جوائز، جائزة الأوسكار لأفضل تصميم إنتاج، جائزة الأوسكار لأفضل تصوير سينمائي وجائزة الأوسكار لأفضل تأثيرات بصرية. أدى نجاح الفلم أيضًا إلى قيام مصنعي الإلكترونيات بإصدار تلفزيونات ثلاثية الأبعاد، كما كان فلم افتار السبب وراء زيادة شعبية الأفلام ثلاثية الأبعاد.
بعد نجاح الفلم، وقع كاميرون مع شركة توينتيث سينشوري فوكس لإنتاج أربعة تتمات للفلم: لقد تم الإنتهاء من التصوير الرئيسي لكل من أفاتار 2 وأفاتار 3، ومن المقرر إطلاقهما للعرض في 16 ديسمبر 2022 و20 ديسمبر 2024 على التوالي؛ من المقرر إصدار التتمات اللاحقة في 18 ديسمبر 2026 و22 ديسمبر 2028. من المتوقع أيضا عودة العديد من أعضاء فريق التمثيل، بما فيهم ورذينجتن، سالدانا، لانج وويفر.

## القصة
يحكي هذا الفلم قصة جندي أمريكي مقعد يتم إرساله إلى قمر بعيد في الفضاء يسمى «باندورا»، الكوكب الذي تسكنه كائنات مسالمة زرقاء اللون تسمى «نأفيي» يبلغ طولهأ حوالي 3 أمتار. كانت تعيش بأمن واستقرار قبل وصول البشر الذين جاؤوا للتنقيب عن معدن ثمين جدا في هذا الكويكب. يتم اختيار الجندي ضمن مشروع علمي بدلا من أخيه التوأم الذي توفي خلال وجوده على الأرض.
المشروع مبني على أساس صنع كائنات مشابهة لكائنات «باندورا»، وإسكانها بروح الإنسان وذلك لدراسة حياة هذه الكائنات، هذه النسخ تعرف باسم «الأفاتار» والذي جاء منها اسم الفلم، يدخل الجندي نسخته وترافقه العالمة المشرفة على المشروع في نسختها وينطلقان للبحث في الكوكب بصورة المخلوقات المحلية بهدف البحث العلمي وللعثور على مناجم المعدن الثمين.
بعد مواجهة مع حيوانات ضارية، يفقد الجندي في غابات الكوكب، وخلال محاولته العودة، يلتقي بفتاة محاربة تساعده ظنا منها أنه مرسل ليساعد أبناء جنسها، وتأخذه إلى مكان عيش قبيلتها عبارة عن شجرة ضخمة. فيعيش هناك ثلاثة أشهر، يتعلم خلالها عاداتهم وطريقة حياتهم وحتى لغتهم الخاصة. لكنه يعثر على منجم هائل للمعدن والذي يقع تحت شجرتهم المقدسة تماما. يحاول إقناع الشعب بمغادرة الشجرة لأنه يعلم أن البشر سيأتون لتدميرها والاستيلاء على المنجم، لكنه يخفق في إقناعهم.
وبعد تدمير الشجرة، يستخرج من نسخته قسرا بأمر قائده العسكري، الذي يمنع إعادته للكوكب، ويحتجز الجندي مع العالمة ومساعديها في قاعدة عسكرية، لكنهم يهربون منها وتصاب العالمة أثناء الفرار، وتموت لاحقا جراء إصابتها. يدخل الجندي نسخته من جديد ويعود لشعب الكوكب معلنا مساعدته في الحرب ضد القوات البشرية الغازية. وبعد معركة ضارية ينتصر سكان الكوكب، ويدخل نسخته ويتخلص من طبيعته البشرية ليصبح واحدا من شعب باندورا للأبد.

## طاقم التمثيل

### البشر

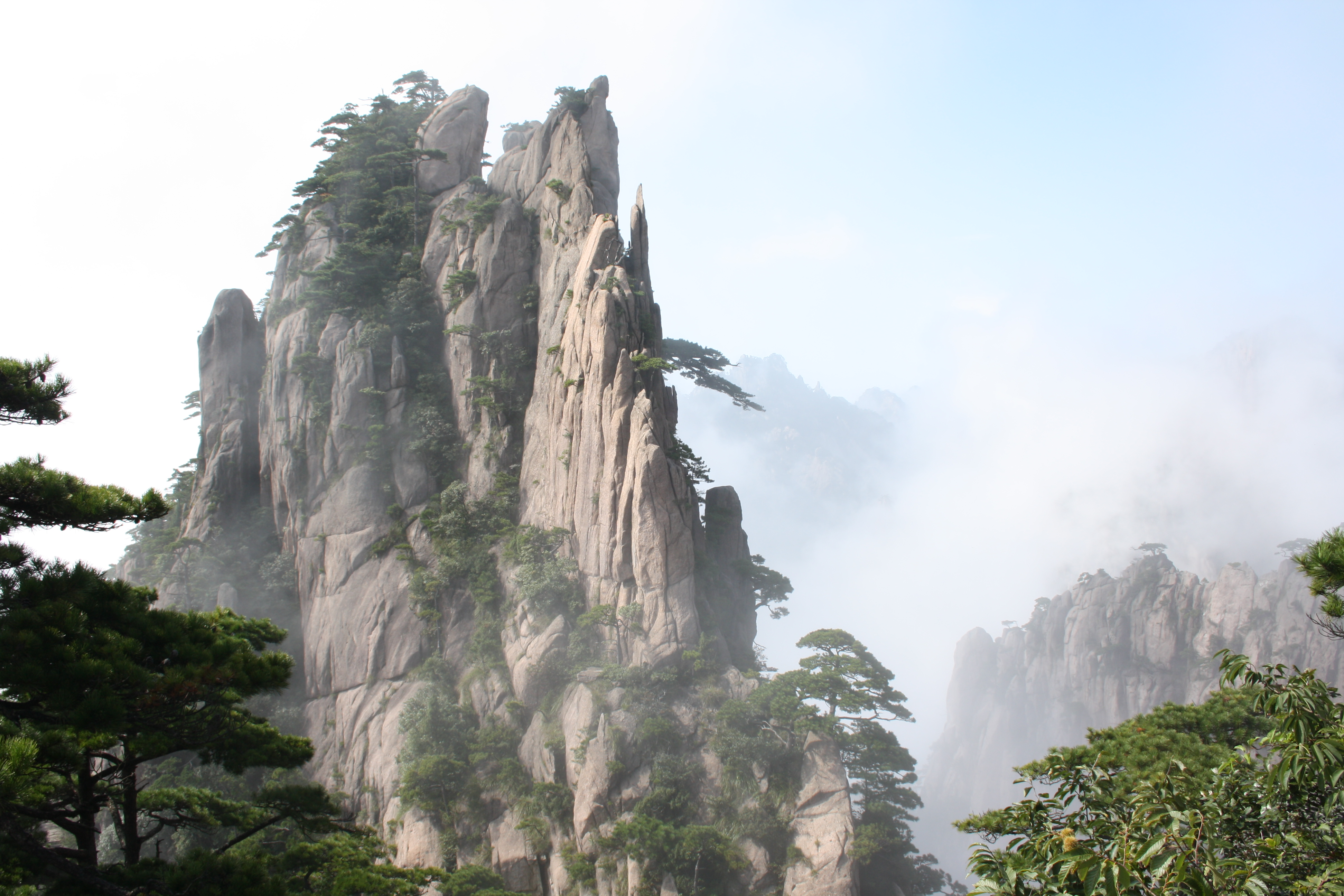
لقطة من الفلم.

سام ورذينجتن بدور جيك سولي، جندي مشاة سابق أصبح جزءًا من برنامج أفاتار بعد مقتل شقيقه التوأم. تساعد خلفية جيك العسكرية محاربي نأفي على تقبله والتواصل معه.اختار كاميرون الممثل الأسترالي بعد بحث مطول عن ممثلين شباب واعدين، مفضلاً ممثلين بدون شهرة سابقة للحفاظ على ميزانية منخفضة نسبيًا للفلم. خضع ورذينجتن الذي كان يعيش في سيارته في ذلك الوقت، لتجارب الأداء مرتين ليوقع بعدها على وثيقة التمثيل. صرّح كاميرون أنه شعر أن ورذينجتن سيكون الشخص الأنسب لأداء  الدور، لم يكن قد قام بأي فلم كبير بعد، مما جعله يقدم كل ما لديه في فلم أفتار فقد كان هذا الفلم فرصته للنجاح. قال كاميرون أيضا أن ورذينجتن شخص تستمتع بقضاء وقت واحتساء شراب معه، وحين يأتي وقت العمل يتحول هذا الرجل إلى قائد مستعدٍ أن يغير العالم".
يؤدي سام ورذينجتن أيضًا دور شقيق جيك التوأم المتوفى، تومي.
ستيفن لانغ في دور العقيد مايلز كواريتش، رئيس قسم التفاصيل الأمنية لعملية التعدين. يُصِّر العقيد مايلز بشدة على تجاهل أي حياة غير بشرية، وبالخصوص سكان كوكب باندورا، ويتضح موقفه المعادي في كل من أقواله وتصرفاته. كان لانغ قد أجرى تجارب أداء غير ناجحة لدور في فلم فضائيون (1986) للمخرج كاميرون، لكن المخرج تذكر لانغ وأصرّ على مشاركته في فلم أفتار. لقد أوشك مايكل بين، الذي عمل مع كاميرون في الأفلام التالية: فضائيون، ذا ترمنايتور وترمنايتور 2: جادجمنت داي على أخذ هذا الدور، فقد قرأ السيناريو وشاهد بعض اللقطات ثلاثية الأبعاد مع كاميرون، ولكن لم يتم اختياره للمشاركة في الفلم في نهاية المطاف.
سيغورني ويفر في دور الدكتورة جريس أوغسطين، عالمة ورئيسة برنامج أفاتار. وهي أيضًا معلمة سولي ومدافعة عن العلاقات السلمية مع نأفي، حيث أنشأت مدرسة لتعليمهم اللغة الإنجليزية.
ميشيل رودريغيز بدور ترودي تشاكون، طيّارة مقاتلة مكلفة بدعم برنامج أفاتار وهي متعاطفة مع نأفي. أراد كاميرون العمل مع رودريغيز منذ رؤيتها في فلم غيرل فايت.
جيوفاني ريبيسي في دور باركر سيلفريدج، مدير الشركة المسؤولة على عملية التعدين. يكون سيلفريدج في بداية الأمرعلى استعداد تام لتدمير حضارة نأفي من أجل الحفاظ على أرباح الشركة، إلّا أنه ظل مترددًًا في الأمر بالهجوم على نأفي خوفًا من تشويه صورته، إلى أن أقنعه كواريتش بضرورة ذلك وأنه لا مجال لتجنب الأمر. كما أكد له أن الهجمات ستكون  إنسانية. لكن الأمر لم يكن كذلك، وقد أبدى سيلفريدج عدم ارتياحه من استعمال العنف لمواجهة نأفي.
جويل مور في دور الدكتور نورم سبيلمان، عالم أنثروبولوجيا الذي يدرس الحياة النباتية والحيوانية كجزء من برنامج أفاتار. يصل الدكتور نورم سبيلمان إلى كوكب باندورا في نفس الوقت مع جيك. كان من المتوقع أن سبيلمان سيقود الاتصال الدبلوماسي مع نأفي، إلا أنه قد اتضح أن جيك يتمتع بشخصية أكثر ملاءمة لكسب احترام السكان الأصليين وتعاونهم.
ديليب راو في دور الدكتور ماكس باتيل، وهو عالم يعمل في برنامج أفاتار ويأتي لدعم تمرد جيك ضد قانون التمييز العنصري.

### نأفي
زوي سالدانا بدور نيتيري، ابنة زعيم أوماتيكايا (وهي قبيلة نأفي ذات أهمية في قصة الفلم). تُعجب نيتيري بجيك بسبب شجاعته، رغم أنه يحبطها في كل مرة بسبب سذاجته وغباء تصرفاته. تم إنشاء شخصية نيتيري، مثل كل شخصيات النأفي، باستخدام تقنية التقاط الحركة، وتم إنشاء جانبها المرئي بالكامل بواسطة الكمبيوتر. وقعت سالدانا أيضًا على التتمات المحتملة لفلم أفاتار.
كارول كريستين هيلاريا باوندر بدور موات، الزعيمة الروحية لقبيلة أوماتيكايا، والدة نيتيري، وزوجة إيتوكان زعيم القبيلة.
ويس ستودي بدور إيتوكان، زعيم قبيلة أوماتيكايا، والد نيتيري، وزوج موات .
لاز ألونسو بدور تسويتي، يعتبر أفضل محارب من أوماتيكايا. وهو وريث رئيس القبيلة. لقد كان تسويتي مخطوبًا لنيتيري في بداية القصة.

## الإنتاج

### البدايات
في عام 1994، كتب المخرج جيمس كاميرون معالجة من 80 صفحة لفلم أفاتار، مستوحاة من «كل كتاب خيال علمي» كان قد قرأه في طفولته وكذلك من روايات المغامرات التي كتبها إدغار رايس بوروز وهنري رايدر هاجارد. في أغسطس 1996، أعلن كاميرون أنه بعد الانتهاء من فلم تيتانيك، سيقوم بتصوير فلم أفاتار، الذي سيستخدم فيه تقنية إنشاء الصور بالحاسوب. سيُكلِّف المشروع حوالي 100 مليون دولار وسيضُمُّ على الأقل، ستة ممثلين في أدوار رئيسية «يجب أن يبدو حقيقيين رغم أنهم غير موجودين في العالم المادي» حيث سيتم تعديل صورهم باستخدام الحاسوب. انضمت دار المؤثرات المرئية ديجيتال دومين، التي كان لدى كاميرون شراكة معها، إلى المشروع، الذي كان من المفترض أن يبدأ إنتاجه في منتصف عام 1997 ليتم إصدار الفلم في 1999. ومع ذلك، شعر كاميرون أن التكنولوجيا لم تواكب رؤيته للفلم. قرر التركيز على صناعة الأفلام الوثائقية وصقل التكنولوجيا في السنوات القليلة التالية. تم الكشف في قصة غلاف بلومبيرغ بيزنس ويك أن شركة توينتيث سينشوري فوكس قد قدمت 10 ملايين دولار لكاميرون لتصوير مقطع إثبات المفهوم لأفاتار، والذي عرضه على المدراء التنفيذيين في فوكس في أكتوبر 2005.
في فبراير 2006، كشف كاميرون أن فلمه مشروع 880 كان «نسخة معدلة من أفاتار»، وهو فلم حاول صنعه قبل سنوات، مشيرًا إلى التقدم التكنولوجي في إنشاء شخصيات غولوم، كينغ كونغ وديفي جونز. اختار كاميرون وفضَّل فلم أفاتار على مشروعه أليتا: ملاك المعركة بعد الانتهاء من اختبار التصوير لمدة خمسة أيام في العام السابق.

### تطور المشروع
بدأ كاميرون العمل على السيناريو وتطوير ثقافة شعب النأفي من أجل الفلم في أبريل 2006. كما تم إنشاء لغة النأفي من قبل بول فرومر، الدكتور اللغوي في جامعة جنوب كاليفورنيا. يحتوي معجم لغة النأفي على حوالي 1000 كلمة، مع 30 كلمة من إضافة  كاميرون. تشتمل أصوات اللسان على الحروف الساكنة المقذوفة (مثل «كخ» في «سكخاونع») وهي حروف موجودة في اللغة الأمهرية لإثيوبيا، و «نع» الأولية في بداية بعض الكلمات والتي ربما أخذها كاميرون من اللغة الماورية لسكان نيوزيلندا. التقت الممثلة سيغورني ويفر ومصممو الفلم مع جودي إس هولت، أستاذة فسيولوجيا النبات في جامعة كاليفورنيا، ريفرسايد، للتعرف على الأساليب التي يستخدمها علماء النبات لدراسة النباتات وأخذ عينات منها، بالإضافة إلى مناقشة طرق شرح التواصل بين الكائنات الحية المصورة في الفلم.
من عام 2005 إلى عام 2007، عمل كاميرون مع عدد من المصممين المشاهير، بما في ذلك رسام الفنتازيا واين بارلو والفنان الشهير جوردو شيل، لتشكيل تصاميم النأفي باللوحات والمنحوتات، والسبب وراء ذلك هو أن كاميرون شعر أن العروض ثلاثية الأبعاد لم تكن تعرض رؤيته للقصة،  وغالبًا ما كان هذان الفنانان يعملان معًا في مطبخ منزل كاميرون بماليبو. في يوليو 2006، أعلن كاميرون أنه سيقوم بتصوير أفاتار ليتم إصداره في منتصف عام 2008، وخطط لبدء التصوير الرئيسي مع فريق عمل معترف به بحلول فبراير 2007. في أغسطس التالي، وقَّع استوديو المؤثرات المرئية ويتا ديجيتال لمساعدة كاميرون في إنتاج فلم أفاتار. انضم ستان وينستون، الذي تعاون مع كاميرون في الماضي، إلى أفاتار للمساعدة في تصميمات الفلم. استغرق تصميم إنتاج الفلم عدة سنوات. كان للفلم مصمما إنتاج مختلفان، وقسمان منفصلان، أحدهما يركز على النباتات والحيوانات في كوكب باندورا، والآخر يركز على صنع الآلات والعوامل البشرية. في سبتمبر 2006، أُعلن أن كاميرون يستخدم نظام كاميرا الواقع الخاص به لتصوير الفلم الثلاثي الأبعاد. كما يستخدم هذا النظام كاميرتين عاليتي الوضوح في جسم كاميرا واحد لخلق إدراك العمق.
بينما كانت هذه الاستعدادات جارية، ظلت شركة فوكس مترددة في التزامها بفلم أفاتار بسبب تجربتها السلبية السابقة مع تجاوز التكاليف والتأخير في فلم كاميرون، التايتانيك، على الرغم من أن كاميرون أعاد كتابة السيناريو لدمج عدة شخصيات معًا وعرض خفض رسومه في حالة فشل الفلم. قام كاميرون بتركيب إشارة مرور كهرمانية مضاءة خارج مكتب منتج الفلم، جون لانداو لتمثيل مستقبل الفلم المجهول. في منتصف عام 2006، أخبر شركة فوكس كاميرون بصريح العبارة أنهم سيتخلون عن فلم أفاتار، لذلك بدأ في التسويق للفلم في استوديوهات أخرى، كما اتصل باستوديوهات والت ديزني، وعرض فكرته على رئيس مجلس الإدارة آنذاك، ديك كوك. ومع ذلك، عندما حاولت شركة ديزني الاستيلاء على فلم أفاتار، رفضت شركة فوكس الأمر قطعياً. في أكتوبر 2006، وافقت شركة فوكس أخيرًا على الالتزام بعمل أفاتار بعد أن وافقت شركة إنجنيوس ميديا على دعم الفلم، مما قلل من تعرض  فوكس للخسائر المالية في حال فشل الفلم. بعد قبول شركة فوكس لتبني فلم أفاتار، هز أحد المسؤولين التنفيذيين المتشككين في فوكس رأسه وأخبر كاميرون قائلا، «لا أعلم من منّا الأكثر جنونا، أهو نحن لسماحنا لك بالقيام بهذا الأمر، أم هو أنت لاعتقادك أنك تستطيع القيام به ...».
في ديسمبر 2006، وصف كاميرون فلم أفاتار بأنه «حكاية مستقبلية تدور أحداثها على كوكب آخر بعد 200 عام من الآن ... إنها مغامرة أدغال كلاسيكية بطابع بيئي يأخذ بأحداث القصة إلى بُعْدٍ أسطوري». وصف البيان الصحفي الصادر في يناير/ كانون الثاني 2007 الفلم بأنه «رحلة عاطفية للثورة والخلاص» وقال إن القصة تدور حول «جندي سابق من مشاة البحرية، تم دفعه عن غير قصد إلى محاولة تسوية واستغلال كوكب غريب غني بالتنوع البيولوجي، والذي قاده هذا الأمر في نهاية المطاف إلى قيادة العرق الأصلي للكوكب في معركة من أجل البقاء». ستكون القصة عن عالم كامل مكتمل بنظام بيئي من النباتات والمخلوقات الخيالية، وسكان أصليين لديهم ثقافة ولغة غنية.
تم تقدير تكلفة الفلم بحوالي 280 إلى 310 مليون دولار للإنتاج وما يقدر بنحو 150 مليون دولار للتسويق، مع ملاحظة أن حوالي 30 مليون دولار من الإعفائات الضريبية ستقلل من التأثر المالي على للاستوديو ومموليه. وقال متحدث باسم الاستوديو إن الميزانية كانت «237 مليون دولار، منها 150 مليون دولار للترويج للفلم».

### الموضوعات ومصدر الإلهام
قصة الفلم هي في الأساس رحلة مغامرة لاكتشاف الذات، في سياق الإمبريالية والبيئة العميقة. قال كاميرون إن مصدر إلهامه كان «كل كتاب خيال علمي قرأه عندما كان طفلاً» وأنه كان يسعى بشكل خاص لتحديث أسلوب سلسلة جون كارتر لإدغار رايس بوروز وتم تصور الأدغال العميقة لباندورا انطلاقا من فلم الرسوم المتحركة السابع والثلاثين لشركة ديزني، طرزان. كما اعترف كاميرون بأن أفاتار اقتبس بعض الأفكار من أفلام«اللعب في حقول اللورد»، غابة الزمرد وأنمي الأميرة مونونوكي لهاياو ميازاكي، وتتميز هذه الأفلام بصدامات بين الثقافات والحضارات. كذلك الأمر في فلم يرقص مع الذئاب، حيث يجد جنديٌ نفسه منجذبًا إلى الثقافة التي كان يقاتل ضدها في البداية.
في مقابلة عام 2007 مع مجلة تايم، سُئل كاميرون عن معنى مصطلح أفاتار، فأجاب قائلاً  «إنه تجسيد لأحد الآلهة الهندوسية الذي يتخذ شكلاً جسديًا. ما يعنيه هذا في الفلم هو أن التكنولوجيا البشرية في المستقبل قادرة على حقن ذكاء الإنسان في جسم بيولوجي». استشهد كاميرون أيضًا بمانجا السيبربانك اليابانية وأنمي شبح في الهيكل، من حيث كيف يمكن للبشر التحكم عن بعد ونقل شخصياتهم إلى أجسام غريبة.
تم استلهام مظهر النأفي، البشر الأصليون لكوكب باندورا من حلم راود والدة كاميرون قبل أن يبدأ العمل على فلم أفاتار بوقت طويل.  رأت والدة كاميرون في حلمها، امرأة ذات بشرة زرقاء طولها 12 قدمًا (4 أمتار)، وكان يعتقد كاميرون أنها «صورة رائعة نوعًا ما». كما صرح كاميرون، "أنا أحب اللون الأزرق، إنه لون رائع ... بالإضافة إلى ذلك، له صلة بالآلهة الهندوسية، والتي أحبها من الناحية المفهومية." قام بتضمين مخلوقات مماثلة في أول سيناريو له (و الذي كُتِب في 1976 أو 1977)، والذي أظهر كوكبًا يضم سكانًا أصليين من الكائنات الفضائية الزرقاء «الرائعة». كان النأفي مستوحين منهم.
اعترف كاميرون بتشابه قصة الحب بين جيك ونيتيري مع قصة الحب بين جاك وروز من فلمه تيتانيك. صرح أحد المحاورين قائلاً: «يأتي كلا الشخصين من ثقافات مختلفة جذريًا وتُحْتقر علاقتهما ويضطران إلى اختيار أحد جانبي المجتمعات المتنافسة». شعر كاميرون أن واقعية قصة حب جيك ونيتيري تعتمد جزئيًا على الجاذبية الجسدية لمظهر نيتيري الفضائي، والذي تم العمل على تطويره خلال التصوير. على الرغم من أن كاميرون شعر أن جيك ونيتيري لا يقعان في الحب على الفور، شعر ممثلاهما (ورذينجتن وسالدانا) بأن الشخصيات شعرت بذلك من اللحظة الأولى. قال كاميرون إن الممثلين «كانا على انسجام كبير» أثناء التصوير.
بالنسبة ل«جبال هللويا» العائمة في الفلم، فقد استوحى المصممون الإلهام من «العديد من الجبال المختلفة، ولكن الملهم الأساسي كان تكوينات الحجر الجيري الكارستية في الصين». وفقًا لمصمم الإنتاج ديلان كول، فإن الصخور العائمة الخيالية مستوحاة من جبل هوانغشان (المعروف أيضًا باسم الجبل الأصفر) وجبل غويلين. كما صرح  كاميرون بالتأثير الكبير للقمم الصينية على تصميمه للجبال العائمة في فلم أفتار.
لإنشاء التصميمات الداخلية لمستعمرة التعدين البشري في كوكب باندورا، زار مصممو الإنتاج منصة نوبل كلايد بودرو للنفط في خليج المكسيك خلال يونيو 2007. وقاموا بتصوير وقياس كل جانب من جوانب المنصة، والتي تم نسخها لاحقًا على الشاشة باستخدام تقنية الصور المنشأة بالحاسوب أثناء مرحلة ما بعد الإنتاج.
قال كاميرون أنه أراد أن يصنع "شيئًا يحتوي على مزيج من الإثارة والمغامرة ." ولكنه في نفس الوقت يخاطب ضمير المشاهد"ربما أثناء الاستمتاع به يجعلك تفكر قليلاً في الطريقة التي تتفاعل بها مع الطبيعة والبشر ". وأضاف أن النأفي تمثل ذواتنا السامية، أو ذواتنا الطموحة، وهي ما نود أن نقنع أنفسنا أننا عليه" وأنه على الرغم من وجود بشر صالحين في الفلم، فإن البشر "يمثلون الجزء فينا الذي يدمر عالمنا ويقودنا إلى مستقبل قاتم ".
يقر كاميرون بأن أفاتار ينتقد ضمنيًا دور الولايات المتحدة في حرب العراق وطبيعة  الحرب المدرعة بشكل عام. في إشارة إلى استخدام عقيدة الصدمة والترويع في الفلم، قال كاميرون، «نحن نعرف شعور إطلاق الصواريخ. لكننا لا نعرف ما هو شعور رؤيتها تهبط على أرض وطننا.» وقال في مقابلات لاحقة، «... أعتقد أنه من الوطني للغاية مساءلة نظام يجب أن يكون أكثر تقيدًا ...»  وأكد قائلا «الفلم بالتأكيد ليس معاديًا لأمريكا». يصور مشهد في الفلم التدمير العنيف لمنزل نأفي حوميتريي الشاهق، الذي انهار بعد هجوم صاروخي، مما أدى إلى تغطية المشهد بالرماد والجمر العائم. وردًا على سؤال حول تشابه المشهد مع هجمات 11 سبتمبر على مركز التجارة العالمي، قال كاميرون أنه «متفاجئ بمدى تشابه المشهد بأحداث 11 سبتمبر».

### التصوير
بدأ التصوير الرئيسي لفلم أفاتار في أبريل 2007 في لوس أنجلوس وويلينجتون. وصف كاميرون الفلم بأنه فلم هجين بين تصوير مباشر كامل مع شخصيات وبيئات حية تم إنشاؤها بواسطة الكمبيوتر. قال كاميرون: «من الناحية المثالية، لن يكون للمشاهدين فكرة عن طبيعة ما يشاهدونه». وأشار المخرج إلى أنه عمل بالفعل لمدة أربعة أشهر على مشاهد غير رئيسية للفلم. تم تصوير الحدث المباشر بنسخة معدلة من نظام الكاميرا الرقمية ثلاثية الأبعاد، الذي طوره كاميرون وفينس بيس. في يناير 2007، أعلنت شركة فوكس أن التصوير ثلاثي الأبعاد لأفاتار سيتم إنجازه بمعدل 24 إطارًا في الثانية على الرغم من رأي كاميرون بأن الفلم ثلاثي الأبعاد يتطلب معدل أطر أعلى لجعل الوميض أقل وضوحًا. وفقًا لكاميرون، يتكون الفلم من 60٪ من العناصر المولدة بالحاسوب و40٪ من الحركة الحية، بالإضافة إلى التأثيرات المصغرة التقليدية.
استمر التصوير الفوتوغرافي لالتقاط الحركة 31 يومًا في مسرح هيوز في بلايا فيستا في لوس أنجلوس. بدأ تصوير الحركة الحية في أكتوبر 2007 في ستون ستريت ستوديوز في ويلينجتون وكان من المقرر أن يستمر 31 يومًا. عمل أكثر من ألف شخص في الإنتاج. أثناء التحضير لتسلسلات التصوير، خضع جميع الممثلين لتدريب احترافي خاص بشخصياتهم مثل الرماية، ركوب الخيل، استخدام الأسلحة النارية والقتال اليدوي. كما تلقوا أيضًا تدريباً على لهجة ولغة النأفي المعدًة خصيصًا للفلم. قبل تصوير الفلم، أرسل كاميرون فريق العمل أيضًا إلى غابات هاواي الاستوائية المطيرة للتعرّف على بيئة الغابات المطيرة قبل التصوير على المنصة.
أثناء التصوير، استخدم كاميرون نظام الكاميرا الافتراضية، وهي طريقة جديدة لتوجيه صناعة أفلام التقاط الحركة. يعرض النظام النظراء الافتراضيين للممثلين في محيطهم الرقمي في الوقت الفعلي، مما يسمح للمخرج بضبط المشاهد وتوجيهها تمامًا كما لو كان يصور حركة حية. وفقًا لكاميرون، "إنه يشبه محرك لعبة كبير وقوي. إذا أردتُ الطيران عبر الفضاء، أو تغيير وجهتي، يمكنني ذلك بسهولة. يمكنني تحويل المشهد بأكمله إلى تأثيرات حية بمقياس من 1 إلى 50." باستخدام التقنيات التقليدية، لا يمكن رؤية العالم الافتراضي الكامل حتى يكتمل التقاط حركة الممثلين. قال كاميرون إن هذه العملية لا تقلل من قيمة أو أهمية التمثيل. على العكس من ذلك، نظرًا لعدم وجود حاجة لتكرار إعدادات الكاميرا والإضاءة وتركيبات الأزياء ولمسات الماكياج، فلا يلزم مقاطعة المشاهد بشكل متكرر. وصف كاميرون النظام بأنه «شكل من أشكال الخلق الخالص حيث إذا كنت تريد تحريك شجرة أو جبل أو السماء أو تغيير الوقت من اليوم، فلديك سيطرة كاملة على العناصر لفعل ذلك».
أعطى كاميرون زملائه المخرجين ستيفن سبيلبرغ وبيتر جاكسون فرصة لاختبار هذه التكنولوجيا الجديدة. قال سبيلبرغ «أحب أن أفكر في الأمر على أنه مكياج رقمي، وليس رسوم متحركة معززة ... التقاط الحركة يعيد المخرج إلى نوع من الحميمية التي يعرفها الممثلون والمخرجون فقط عندما يعملون في المسرح المباشر.»  لقد زار أيضًا كُلٌ من سبيلبرغ وجورج لوكاس كاميرون في موقع التصوير وهو يعمل بهذه المعدات.
تم استخدام كاميرا فريدة يشار إليها باسم «سيمولكام» لتصوير اللقطات التي يتفاعل فيها التحريك الحاسوبي مع الحركة الحية، كما تم دمج الكاميرا ثلاثية الأبعاد وأنظمة الكاميرا الافتراضية. أثناء تصوير الحركة الحية في الوقت الفعلي باستخدام كاميرا سيمولكام، يتم تثبيت صور التحريك الحاسوبي الملتقطة بالكاميرا الافتراضية أو المصممة من نقطة الصفر فوق صور الحركة الحية كما هو الحال في الواقع المعزز ويتم عرضها على شاشة صغيرة، مما يتيح للمخرج توجيه التعليمات للممثلين لكيفية الارتباط بالمادة الافتراضية في المشهد.
بسبب قناعات كاميرون الشخصية، فقد سمح فقط بتقديم الطعام النباتي للطاقم أثناء التصوير.

### التأثيرات البصرية
تم استخدام عدد من تقنيات المؤثرات البصرية المبتكرة أثناء الإنتاج. وفقًا لكاميرون، فقد تأخر العمل في الفلم منذ التسعينيات للسماح للتقنيات بالوصول إلى الدرجة اللازمة من التطور لتصوير رؤيته للفلم بشكل مناسب. خطط المخرج للاستفادة من الشخصيات الواقعية التي تم إنشاؤها بواسطة الكمبيوتر، والتي تم إنشاؤها باستخدام تقنيات الرسوم المتحركة الجديدة لالتقاط الحركة التي كان يطورها في الـ 14 شهرًا التي سبقت ديسمبر 2006.
تشمل الابتكارات نظامًا جديدًا لإضاءة مناطق ضخمة مثل غابة باندورا، ومرحلة التقاط الحركة أو «الحجم» والتي كانت أكبر بست مرات من أي استخدام سابق، بالإضافة إلى طريقة محسّنة لالتقاط تعابير الوجه، مما يتيح التقاط الأداء الكامل. من أجل تصوير الوجه، ارتدى الممثلون قبعات جمجمة مصنوعة بشكل فردي ومزودة بكاميرا صغيرة موضوعة أمام وجوه الممثلين؛ ثم يتم نقل المعلومات التي تم جمعها حول تعابير وجوههم وأعينهم إلى أجهزة الكمبيوتر. وفقًا لكاميرون، تسمح هذه الطريقة لصانعي الأفلام بنقل 100٪ من الأداء المادي للممثلين إلى نظرائهم الرقميين. إلى جانب بيانات التقاط الأداء التي يتم نقلها مباشرة إلى أجهزة الكمبيوتر، أعطت العديد من الكاميرات المرجعية للفنانين الرقميين زوايا متعددة لكل أداء. كان هناك مشهد مليء بالتحديات الفنية بالقرب من نهاية الفلم، عندما أمسكت نيتيري التي تم إنشاؤه بواسطة الكمبيوتر بجيك البشري، وقد تم الاهتمام بتفاصيل الظلال والأضواء المنعكسة بينهما بشكل جيد.
كانت شركة المؤثرات البصرية الرائدة هي ويتا ديجيتال في ويلينجتون، حيث كان يعمل بها في ذلك الوقت 900 شخص لإنتاج الفلم. نظرًا للكم الهائل من البيانات التي يجب تخزينها وفهرستها وإتاحتها لجميع المعنيين، حتى في الجانب الآخر من العالم، تم إنشاء نظام جديد للحوسبة السحابية وإدارة الأصول الرقمية باسم غايا بواسطة ميكروسوفت خصيصًا لفلم أفاتار، مما أتاح للطاقم متابعة وتنسيق جميع مراحل المعالجة الرقمية. لتقديم فلم أفاتار، استخدمت شركة ويتا مصف خوادم تبلغ مساحته 930 مترًا مربعًا (10000 قدم مربع) لاستخدام 4000 خادم هوليت-باكارد مع 35000 معالج متعدد اللب بـ 104 تيرابايت في ذاكرة الوصول العشوائي وثلاثة بيتابايت من مساحة تخزين الشبكة التي تعمل بنظام أوبونتو لينكس ومحرك أوراكل جريد وبرنامجين متخصصين في تعديل الصور، هما برنامج ريندر مان الذي طوَّرَتْهُ شركة بيكسار وبرنامج ألفريد لنفس الشركة.
احتل مصف الخوادم الذي استعمل لإنتاج الفلم المراكز من 193 إلى 197 في قائمة توب 500 لأقوى أجهزة الكمبيوتر العملاقة في العالم. تم تطوير نظام برمجيات جديد لتركيب وتلوين الصور، يسمى ماري، بواسطة شركة ذا فاوندري بالتعاون مع شركة ويتا. تطلب إنشاء شخصيات النأفي والعالم الافتراضي لباندورا أكثر من بيتابايت من التخزين الرقمي، وتشغل كل دقيقة من اللقطات النهائية لفلم أفاتار 17.28 جيجابايت من التخزين. غالبًا ما يستغرق الكمبيوتر عدة ساعات لتقديم إطار واحد للفلم.
للمساعدة في إنهاء إعداد تسلسلات المؤثرات الخاصة في الوقت المحدد، تم إشراك عدد من الشركات الأخرى، بما في ذلك إندستريال لايت آند ماجيك، والتي عملت جنبًا إلى جنب مع ويتا ديجيتال لإنشاء تسلسل المعركة. كانت إندستريال لايت آند ماجيك مسؤولة عن المؤثرات البصرية للعديد من المركبات المتخصصة في الفلم وابتكرت طريقة جديدة لعمل الصور المنشأة بالحاسوب، وقد كان جو ليتري المشرف العام على المؤثرات البصرية للفلم.

### الموسيقى التصويرية
سجل الملحن جيمس هورنر أغاني الفلم، وهو ثالث تعاون له مع كاميرون بعد فلم الفضائيين وفلم تيتانيك. سجل هورنر أجزاء من النوتة الموسيقية مع جوقة صغيرة تغني بلغة النأفي في مارس 2008. كما عمل مع واندا براينت، عالمة الموسيقى العرقية، لخلق ثقافة موسيقية للعرق الفضائي. تم التخطيط لجلسات التسجيل الأولى في أوائل عام 2009. أثناء الإنتاج، وعد هورنركاميرون بأنه لن يعمل في أي مشروع آخر باستثناء أفاتار، ويقال إنه عمل على المشروع من الرابعة صباحًا حتى العاشرة ليلاً طوال مدة التسجيل. وقال في مقابلة، «أفاتار كان أصعب فلم عملت فيه وأكبر عمل قمت به.» قام هورنر بدمج درجتين مختلفتين من الموسيقى في درجة واحدة. قام أولاً بإنشاء نغمة تعكس طريقة النأفي في الكلام ثم دمجها مع درجة «تقليدية» منفصلة للفلم. تم اختيار المغنية البريطانية ليونا لويس لتغني الأغنية الرئيسية للفلم بعنوان «أراك». تم إخراج الفيديو الموسيقي المصاحب من طرف جيك نافا، وتم عرضه لأول مرة في 15 ديسمبر 2009، على موقع ماي سبايس.

## تقنيات جديدة

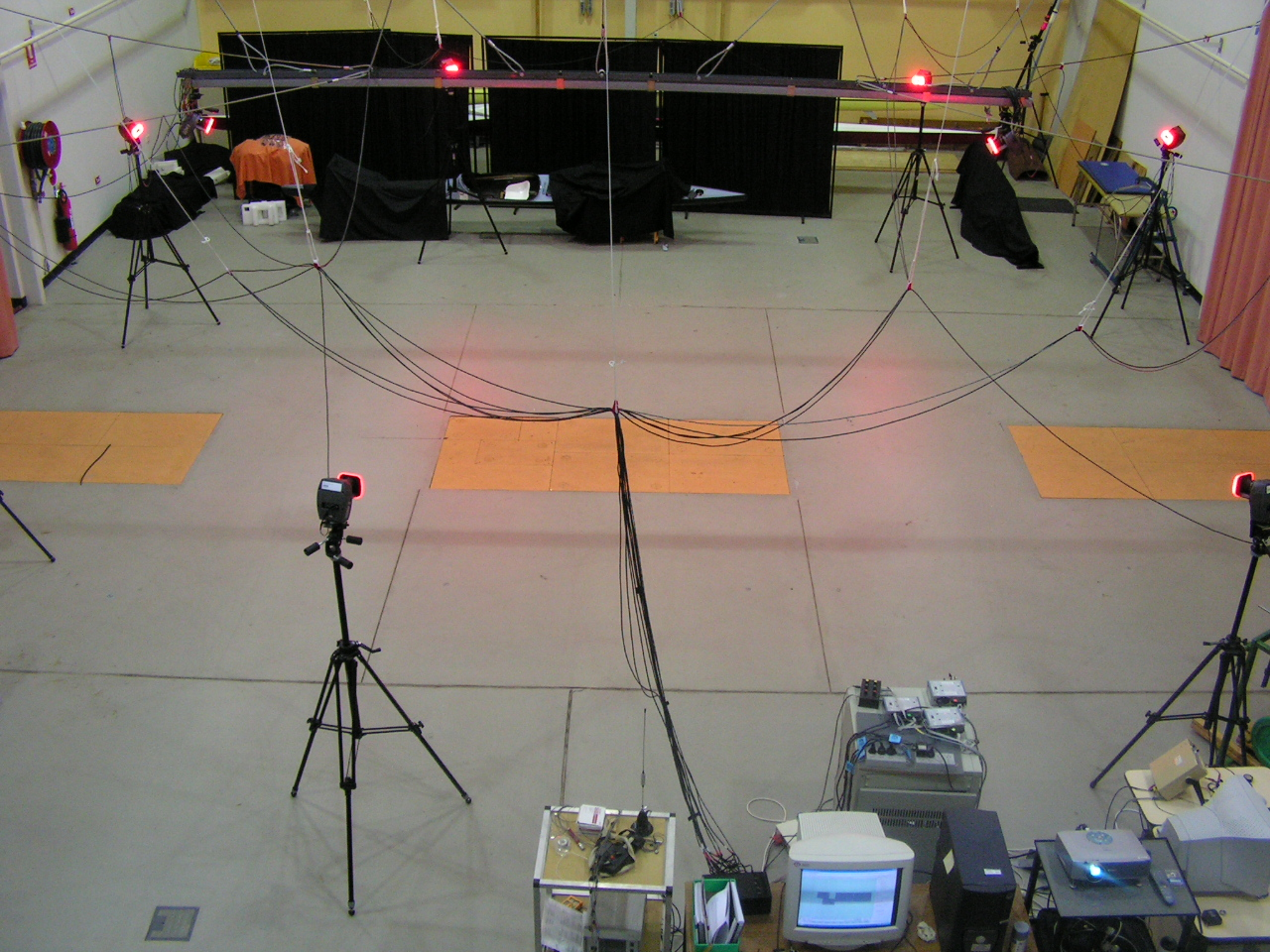
صالات التصوير التي تم تصوير معظم الفلم داخلها وهي مجهزة بكاميرات الأشعة تحت الحمراء لالتقاط تحركات الممثلين.

- يحتوي الفلم مؤثرات رائعة وبدقة عالية ويعتبر الفلم بداية مستقبل صناعة أفلام الألفية الجديدة، كما أنه قد تم عرضه بالأبعاد الثلاثية.

### المؤثرات الخاصة

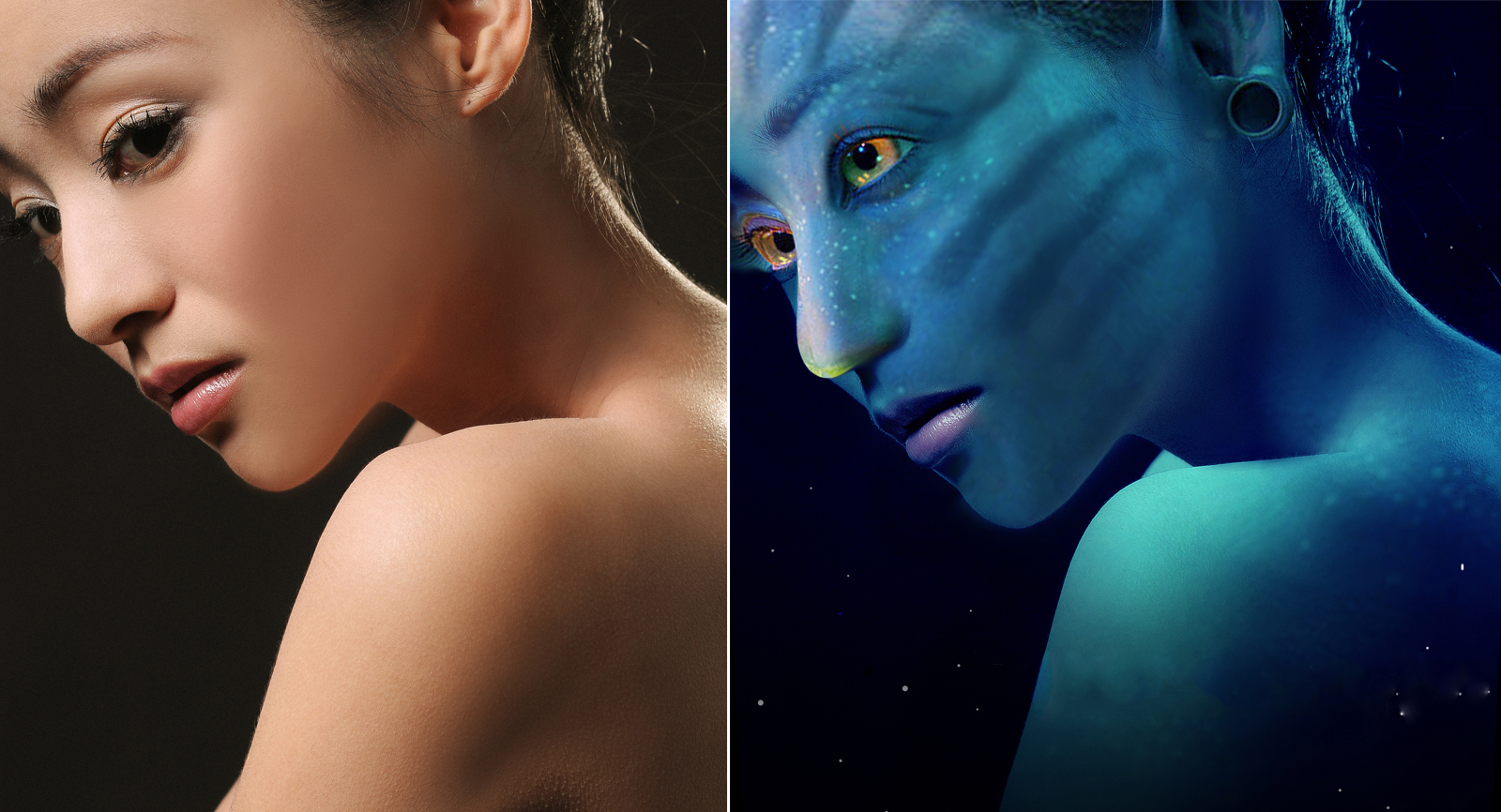
تشابه الممثل مع الشخصية وذلك بالمؤثرات التكنولوجية الجديدة

- تم استخدام عدد من المؤثرتات الخاصة المبتكرة ووفقا لكاميرون تم تأجيل الفلم منذ 1990م على أمل أن تصل السينما إلى تكنولوجيا متقدمة بما يكفي لتصوير الفلم بدقة رؤيته لـ«باندورا» وسكانها، وكان قد خطط لاستخدام أحرف مدير الاصطناعية ذات الصور الواقعية، التي تم إنشاؤها باستخدام التقنيات الجديدة للرسوم المتحركة التقاط الحركة وضعت في 14 شهرا الذي سبق ديسمبر 2006.
- وتشمل الابتكارات نظام جديد لإلقاء الضوء على مناطق واسعة مثل غابة «باندورا»، «وحدة التخزين»، وغرفة مخصصة لالتقاط الحركة ست مرات أكثر من أي غرفة أخرى استخدمت قط، وطريقة محسنة لالتقاط تعابير الوجه من الشخصيات، بدلا من السماح لالتقاط حركة بسيطة للممثل، فإن الشخصيات (الممثلين الحقيقين) هي نوع من غطاء محرك السيارة التي تم إرفاقها بكاميرا صغيرة يتم تصوير بها تقريبا كل حركة وتفاصيل وجوههم وعيونهم. ووفقا لكاميرون هذه التقنية تسمح للمنتج بنقل 100% من الأداء البدني للممثلين لنظرائهم الشخصيات الرقمية.

## التسويق

### أنشطة ترويجية
نُشرت أول صورة من الفلم بتاريخ 14 أغسطس 2009، ونَشَرت مجلة السينما إمباير صورًا حصرية من الفلم في عددها لشهر أكتوبر. وفي الثالث والعشرين من يوليو، شارك كلٌّ من كاميرون والمنتج جون لانداو، زوي سالدانا، ستيفن لانغ وسيغورني ويفر في حلقة نقاشٍ أُقيمت في نسخة 2009 من مؤتمر سان دييغو كومك كون الدولي نسَّقَها توم روثمان. وعُرض ما مدته خمس وعشرون دقيقة من لقطات الفلم بتقنية دولبي ثلاثية الأبعاد. وشاركت ويفر وكاميرون في جلسات نقاش أخرى غرضها الترويج للفلم، وذلك في الثالث والعشرين والرابع والعشرين من يوليو تواليًّا. وأعلن جيمس كاميرون في حلقة النقاش المخصصة لأفاتار في كومك كون أن الحادي والشعرين من أغسطس سيكون 'يومَ أفاتار'. وفي ذلك اليوم، بُثَّ عرض الفلم الترويجي في جميع الصِيَغ السينمائية. كما كُشف فيه الستار عن عرض اللعبة الترويجي وخط الألعاب التابع للفلم.
صدر عرض الفلم الترويجي البالغة مدته 129 ثانية بتاريخ 20 أغسطس 2009. وعُرض العرض الترويجي الجديد البالغة مدته 210 ثوان بدور السينما لأول مرة بتاريخ 23 أكتوبر 2009 ومن ثم لأول مرة على الإنترنت على منصة ياهو! بتاريخ 29 أكتوبر 2009، ولوقي بردود فعل إيجابية. ولاقت نسخة مطولة من العرض الترويجي (16 دقيقة) بصيغة آيماكس 3D ردود فعل إيجابية إلى حد كبير. وقالت صحيفة هوليوود ريبورتر الإخبارية أن توقعات الجمهور طغت عليها «[نفس] الشكوكية التي سبقت «تيتانيك»» مشيرة أن ذلك يعكس رغبة الجمهور في القصص الأصلية. كان عرض الفلم الترويجي من بين أكثر العروض الترويجية مشاهدة في تاريخ تسويق الأفلام، حيث بلغ المركز الأول على آيبل.كوم متفوقًا على جميع العروض الترويجية على الموقع وذلك بأربع ملايين مشاهدة. وفي الثلاثين من أكتوبر، وبمناسبة افتتاح قاعة السينما ثلاثية الأبعاد الأولى من نوعها في فيتنام، سمحت فوكس لشركة ميغاستار سينما بعرض 16 دقيقة حصرية من أفاتار لعدد من الجهات الصحفية.

### ألعاب الفيديو
- لعبة الفيديو التي تحمل الاسم نفسه وضعتها يوبي سوفت قد أطلق قبل أسابيع قليلة من الفلم، وهو لا يأخذ إطار الفلم وقصته، وعمل مطورو اللعبة بشكل وثيق وقرر كاميرون أن تدرج بعض المركبات والمخلوقات التي وضعها فريق يوبي سوفت، «جيمس كاميرون» أفاتار: اللعبة (james cameron AVATAR the game) وأطلقت اللعبة يوم 1 ديسمبر عبر معظم ألعاب الفيديو (بلاي ستيشن 3، إكس بوكس 360، وي، نينتندو، أي فون) ومايكروسوفت ويندوز و8 ديسمبر على بلاي ستيشن بورتبل.

### الكتب
أفاتار: تقرير سري عن التاريخ البيولوجي والاجتماعي لباندورا، هو كتاب من 224 صفحة في شكل دليل ميداني لإعداد الفلم الخيالي لكوكب باندورا، تم إصداره من طرف هاربر كولنز في 24 نوفمبر 2009.  تم تقديمه كمجموعة من البيانات التي جمعها البشر حول كوكب باندورا والحياة عليه، تمت تأليف هذا الكتاب من طرف ماريا فيلهلم وديرك ماتيسون. أصدرت هاربر كولنز أيضًا سجل القصاصات القابل لإعادة الاستخدام للأطفال لجيمس كاميرون والمكون من 48 صفحة. تم إصدار فن أفاتار في 30 نوفمبر 2009، بواسطة كتب أبرامز. يعرض الكتاب عملًا فنيًا تفصيليًا للإنتاج من الفلم، بما في ذلك رسومات الإنتاج والرسوم التوضيحية من ليزا فيتزباتريك والصور الثابتة للفلم. كتب المنتج جون لانداو المقدمة، وكتب كاميرون الخاتمة. في أكتوبر 2010، أصدرت دار كتب أبرامز للنشر أيضًا «صنع الأفاتار»، وهو كتاب من 272 صفحة يشرح بالتفصيل عملية إنتاج الفلم ويحتوي على أكثر من 500 صورة فوتوغرافية ملونة ورسوم توضيحية.
في مقابلة عام 2009، قال كاميرون إنه يخطط لكتابة رواية لأفاتار بعد إصدار الفلم. في فبراير 2010، صرح المنتج جون لانداو أن كاميرون يخطط لكتابة رواية لأفاتار «ستروي الرواية القصة الملحمية للفلم، لكنها ستتعمق أكثر في كل القصص والتفاصيل التي لم يكن لدينا وقت للتعامل معها.»  في أغسطس 2013، أُُعْلِن أن كاميرون استأجر الكاتب ستيفن جولد لتأليف أربع روايات قائمة بذاتها لتوسيع عالم أفاتار.

### شخصيات العمل والطوابع البريدية
أعلنت شركة ماتيل تويز في ديسمبر 2009 أنها ستقدم مجموعة من شخصيات أفاتار. سيتم صنع كل شخصية باستخدام علامة ويب ثلاثية الأبعاد، تسمى آي تاغ، والتي يمكن للمستهلكين مسحها ضوئيًا باستخدام كاميرا الويب، للكشف عن محتوى فريد على الشاشة يكون حصريًا لكل شخصية. كما تم توزيع سلسلة من الألعاب تمثل ستة شخصيات مختلفة من الفلم على مستوى العالم في وجبات ماكدونالدز السعيدة (هابي ميل).
في ديسمبر 2009، أصدرت شركة لا بوست الفرنسية طابعًا خاصًا محدود الإصدار يعتمد على أفاتار، بالتزامن مع إصدار الفلم في جميع أنحاء العالم.

## شخصيات الفلم
| الاسم          | الدور                                 |
| -------------- | ------------------------------------- |
| سام ورذينجتن   | الجندي Jake Sully                     |
| زوي سالدانا    | المحاربة من سكان الكوكب Neytiri       |
| سيجورني ويفر   | العالمة Tohtori Grace Augustine       |
| ستيفن لانغ     | القائد العسكري Eversti Miles Quaritch |
| ميشيل رودريغز  | قائدة المروحية Trudy Chacon           |
| جيوفاني ريبيسي | مدير المشروع Parker Selfridge         |

## جوائز وترشيحات
رشح وربح العديد من الجوائز:

### الأوسكار
رشح لـ9 جوائز أوسكار والذي فاز 3 منها عن الفئات التالية:
- أفضل فلم.
- أفضل إخراج.
- أفضل تأثيرات مرئية - رابح.
- أفضل موسيقى.
- أفضل إخراج فني - رابح.
- أفضل سيناريو - رابح.
- أفضل مونتاج.
- أفضل تأثيرات صوتية.

### غولدن غلوب
رشح لـ4 جوائز الكرة الذهبية غولدن غلوب عن الفئات التالية:
- أفضل فلم - رابح
- أفضل مخرج - رابح
- أفضل أغنية
- أفضل موسيقى

### جوائز أخرى
- رشح لـ9 جوائز اختيار النقاد ربح منها 6 جوائز.
- رشح لـ8 جوائز بافتا.

## التتمات
أُعلن في البداية عن نية إنتاج تتمتين اثنتين لأفاتار بعد النجاح الذي حققه الفلم الأول؛ ثم رفع هذا العدد لاحقًا إلى أربعة. كانت تواريخ الإصدار المقررة للتتمات الأربع هي 17 ديسمبر 2021 و22 ديسمبر 2023 و1 ديسمبر 2025 و17 ديسمبر  2027 لكنها أُخِّرت بسبب جائحة فيروس كورونا؛ تواريخ الإصدارالمقررة في الوقت الحالي هي 16 ديسمبر 2022 و20 ديسمبر 2024 و18 ديسمبر 2026 و22 ديسمبر 2028. من المقرر أن يكون كاميرون المخرج والمنتج وأن يكون أحد الكتاب في جميع التتمات؛ شارك كلٌّ من جوش فريدمان وريك يافا وأماندا سيلفر وشين ساليرنو في كتابة نصوصِ جميع التتمات قبل أن يُكلَّفوا بإنهاء النصوص المختلفة منفصلين، ما يجعله من الصعب تحديد طاقم كل فلم.
بدأ تصوير التتمتين الأوليين في سبتمبر 2017. سوف يستعيد دوره في الفلم الأصلي كلٌّ من سام وورثنغتون وزوي سالدانا وجيوفاني ريبيسي وجويل ديفيد مور وديليبي راو وسي سي أتش باوندر وستيفن لانغ ومات جيرالد، على الرغم من أن شخصياتهم كانت قد ماتت خلال أحداث الفلم الأول. كما سوف تشهد التتمات عودة سيغورني ويفر التي ذكرت أنها ستلعب شخصية مختلفة عن التي لعبتها في الفلم الأول.
ومن المنتسبين الجدد إلى طاقم التمثيل كليف كورتس وكيت وينسليت في دوري شخصيتين من شعب نأفي ريف في ميتكانيا وأونا تشابلن في دور فارانغ وهي «شخصية رئيسية قوية ونابضة بالحياة حاضرة في جميع التتمات.» كما سوف يقوم سبعة ممثلينَ أطفال بلعب دور شخصيات جديدة ومحورية في التتمات هُم جيمي فلاترز وبريتين دالتون وترينيتي بليس في دور أبناء جيك ونيتيري، وبيلي باس وفيليب غيلخو ودوين إيفانز جونيور في دور غواصين من الميتكانيا وأخيرًا جاك تشامبيون في دور بشري. وعلى الرغم من أن الضوء الأخضر قد أُعطي بالفعل للتتمتين الأخيرتين إلا أن كاميرون كان قد صرح في مقابلة في 26 نوفمبر 2017 قائلًا «دعونا نواجه الواقع، إذا لم يُوَلِّد أفاتار 2 و3 أموالاً كافية فلن يكون هناك لا أفاتار 4 ولا 5.»
أعلن كاميرون في 14 نوفمبر 2018 عن انتهاء تصوير الأداء الرئيسي لأفاتار 2 و3. وأكَّد في سبتمبر 2020 أن تصوير الحركة الحية قد اكتمل لأفاتار 2 واكتمل بنسبة أكثر من 90٪ لأفاتار 3.

## وصلات خارجية
- أفاتار على موقع IMDb (الإنجليزية)
- أفاتار على موقع ميتاكريتيك (الإنجليزية)
- أفاتار على موقع روتن توميتوز (الإنجليزية)
- أفاتار على موقع قاعدة بيانات الأفلام العربية
- أفاتار على موقع ألو سيني (الفرنسية)
- أفاتار على موقع Turner Classic Movies (الإنجليزية)
- أفاتار على موقع أول موفي (الإنجليزية)
- أفاتار على موقع بوكس أوفيس موجو (الإنجليزية)
- أفاتار على موقع فيلمافينيتي (الإسبانية)
- أفاتار على موقع قاعدة بيانات الأفلام السويدية (السويدية)